# Jarnevići
Jarnevići és un poble que pertany al municipi de Ribnik (comtat de Karlovac, Croàcia), prop de la frontera amb Eslovènia.